# 北郷 (つくば市)
北郷（きたさと）は茨城県つくば市の町名。人口は0人。郵便番号は305-0811。

## 地理
つくば市の北部に位置し、筑波研究学園都市研究学園地区に属する。全域が国土地理院の敷地である。
東・南は西平塚、西・北は要と接している。

## 歴史
元は無住地で、平地林や畑が広がっていた。1979年（昭和54年）に国土地理院が業務を開始した。また、1996年（平成8年）6月1日には、国土地理院敷地内に地図と測量の科学館が開館した。

### 沿革
- 1978年（昭和53年） - 筑波郡谷田部町北郷となる。
- 1987年（昭和63年）11月30日 - 谷田部町が2町1村と合併し、つくば市北郷となる。

### 町名の変遷
| 実施後 | 実施年月日                | 実施前（各大字名ともその一部）                                                               |
| ------ | ------------------------- | -------------------------------------------------------------------------------------------- |
| 北郷   | 1978年（昭和53年）2月10日 | 大字西平塚字南下り・字北原、大字東平塚字ざつこ、大字要元弥平太字本沢、大字要元猿壁字弥平太前 |

## 小・中学校の学区
市立小・中学校に通う場合、北郷全域が要小学校、大穂中学校となる。

## 交通
路線バス
国土地理院バス停　
- ■ 関東鉄道バス C6・26・36系統 建築研究所
- ■ 関東鉄道バス C6系統 つくばセンター
- ■ 関東鉄道バス 36系統 ひたち野うしく駅
- ■ 関東鉄道バス 71系統 下妻駅
- ■ 関東鉄道バス 71系統 つくばセンター

道路
- 国道408号（学園西大通り） - 北郷の南西端を通る。
- 茨城県道19号取手つくば線 - 国土地理院正門前の交差点の1点のみ。

## 施設
- 国土地理院
  - 地図と測量の科学館